# Anna (género)
- Commons
- Wikispecies

Anna Pellegrin, 1930 é um género botânico pertencente à família Gesneriaceae.

## Sinonímia
- Tumidinodus H.W.Li

## Espécies
- Anna mollifolia
- Anna ophiorrhizoides
- Anna submontana